# Chaoilta distincta
Chaoilta distincta är en stekelart som först beskrevs av David Timmins Fullaway 1919. 
Chaoilta distincta ingår i släktet Chaoilta och familjen bracksteklar. Inga underarter finns listade i Catalogue of Life.